# Charles McGinnis
Charles McGinnis (Estados Unidos, 4 de octubre de 1906-29 de abril de 1995) fue un atleta estadounidense, especialista en la prueba de salto con pértiga en la que llegó a ser medallista de bronce olímpico en 1928.

## Carrera deportiva
En los JJ. OO. de Ámsterdam 1928 ganó la medalla de bronce en el salto con pértiga, con un salto por encima de 3.95 metros, siendo superado por sus paisanos estadounidenses Sabin William Carr que batió el récord olímpico con 4.20 metros, y William Droegemueller (plata con 4.10 metros).